# Clinton Presidential Center
Il William J. Clinton Presidential Center and Park è la biblioteca presidenziale statunitense dedicata al 42º presidente William J. Clinton. Si trova a Little Rock e comprende la Clinton Presidential Library, gli uffici della Clinton Foundation e la Clinton School of Public Service della University of Arkansas.